# Bothrobelum rugosum
Bothrobelum rugosum är en mångfotingart som beskrevs av Karl Wilhelm Verhoeff 1924. Bothrobelum rugosum ingår i släktet Bothrobelum och familjen Zephroniidae. Inga underarter finns listade i Catalogue of Life.